# Tokugava Iejaszu
Tokugava Iejaszu (徳川 家康; Hepburn: Tokugawa Ieyasu; 1543. január 31. – 1616. június 1.) az Edo-bakufu megalapítója, Japán sógunja 1603 és 1605 között. Bár 1605-ben hivatalosan fia, Tokugava Hidetada lett a sógun, haláláig ő határozta meg az ország politikáját.

A Tokugava család címere

Iejaszu életét és eredményeit használták mintaként a japán államférfi, Josi Toranaga daimjó számára, akit James Clavell A sógun című történelmi regényében ábrázolt. 

## Korai évei
Tokugava Iejaszu a régi japán időszámítás szerint Tenbun 11. évében, a 12. hónap 26. napján (1543. január 31.) született a Mikava tartománybeli Okazakiban, a Macudaira család feje, Macudaira Hirotada elsőszülött fiaként, édesanyja Mizuno Tadamaszának, a Karija vár urának lánya, Odai volt. Születése után a Takecsijo nevet kapta. A Macudairák még Takecsijo nagyapjának, Macudaira Kijojaszunak az idején egész Mikava urai voltak, az ő meggyilkolása után fokozatosan visszaszorultak, nagy hatalmú szomszédaik (keletről Imagava Josimoto, nyugatról Oda Nobuhide) folyamatos nyomás alatt tartották őket.
1547-ben Hirotada, hogy az Imagavák felől biztosítsa birtokait, szövetséget ajánlott Imagava Josimotónak, s a szövetség biztosítékául a kor szokásainak megfelelően fiát túszként az Imagavák központjába, Szunpuba kellett küldenie. A küldöttséget azonban a Mikavát nyugatról határoló Ovari tartomány urának, Oda Nobuhidének a parancsára megtámadták, s a kisfiút elragadva Ovariba hurcolták. Két évvel később, 1549-ben apja, Hirotada meghalt, az Imagavák pedig Takecsijót visszaszerezve Odától Szunpuba vitték. A következő 11 évet ott töltötte - valószínűleg szép emlékei maradtak erről az időről, mert amikor majd 1605-ben lemond a sóguni méltóságról és visszavonul, visszavonulása helyéül éppen Szunput választja.
1557-ben Imagava Josimoto akaratának megfelelően feleségül vette az Imagavák egyik vazallusának, Szekigucsi Csikanagának (Josihiro is) a lányát, Cukijama-donót. Ebben az időben a nevét Motojaszura változtatta, amiből a "moto" (元) Imagava Josimoto nevéből származott, a "jaszu" (康) pedig tisztelgés volt a nagyapja, Macudaira Kijojaszu emléke előtt. A következő évben, 1558-ban Josimoto parancsára megtámadott és elfoglalt egy ellenséges erődöt Mikavában, ezzel végrehajtva első haditettét.
1559-ben külön engedéllyel visszatérhetett egy látogatásra Okazakiba, ahol a Macudaira-ház emberei nagy örömmel fogadták. Megszületett első fia, Nobujaszu.
1560-ban Imagava Josimoto hadjáratot vezetett Ovariba, de Okehazamánál Oda Nobunaga rajtaütött a seregén, Josimoto elesett. Az Imagava-házon belül Josimoto halálával kitört fejetlenséget kihasználva Motojaszu visszatért Okazakiba, és átvette a Macudaira nemzetség irányítását.

## Mikava egyesítése, harc a Takedákkal
Miután 1561-ben béke jött létre közte és Oda Nobunaga között, Mikava tartomány egyesítését tekintette a küldetésének: sorra hódoltatta meg a mikavai birtokosokat, közben saját családjának, a Macudairának a széthúzásával is meg kellett küzdenie (a Macudairák 14 ágra szakadtak, amelyek kisebb-nagyobb területeket birtokoltak a tartományban).
1563-ban szövetségre lépett Oda Nobunagával, amelynek keretében fia, Nobujaszu eljegyezte Nobunaga lányát, Toku-himét. Megszakította a kapcsolatát az Imagavákkal, nevéből eltávolította a még Josimotótól kapott "moto" írásjegyet, ekkor vette fel az Iejaszu nevet. Mikava tartományban közben vallási alapú felkelés (ikkó ikki) tört ki, ennek leverése a következő évig húzódott - 1564-re végre sikerült megvalósítania régi álmát, Mikava tartomány újra a Macudairák uralma alatt állt. 1566-ban sikereit a császári udvar is elismerte, udvari rangot és a "Mikava no kami" („Mikava tartomány kormányzója”) tiszteleti cím használatának jogát kapta meg - ez alkalommal megváltoztatta a családnevét, felvéve a Tokugava nevet, s ettől fogva Tokugava Iejaszuként szerepel a történelemben.
1567-ben került sor fia, Nobujaszu és Oda Nobunaga lányának az esküvőjére.
1568-ban megállapodás jön létre Iejaszu és Takeda Singen, Kai ura között: az addigra az összeomlás szélére került Imagava-ház két tartományát felosztották egymás között, Singen Szurugát, Iejaszu Tótómit kapta, ahová még ebben az évben behatolt seregével. 1569-re elűzte az Imagava-ház új urát, Imagava Udzsizanét, s Tótómi legnagyobb részét az uralma alá kényszerítette.
1570-ben Iejaszu a fővárosba, Kiotóba látogatott (amely ekkor már Oda Nobunaga ellenőrzése alatt állt), majd hazatérve székhelyét Okazakiból Hamamacuba, Tótómi tartományba helyezte át - ez a tette kiváltotta a Takedák rosszallását, akik ebben további, immár ellenük irányuló hadjáratokra való felkészülést láttak. A Tokugavák és a Takedák viszonya ettől kezdve feszült volt, Iejaszu immár mint potenciális ellenfél szerepelt a Takeda-ház számításaiban.
A főváros körüli hatalmi harc során Oda Nobunaga összetűzésbe került Aszakura Josikagéval, aki szövetségesével, Azai Nagamaszával hadba szállt ellene. Nobunaga segítséget kért Iejaszutól, 1570-ben az Oda-Tokugava hadsereg az anegavai ütközetben legyőzte az Aszakura-Azai házak egyesült hadát.
1571-ben Takeda Singen megtámadta a Tokugavák birtokait, ezzel Iejaszu karrierjének az egyik legnehezebb időszaka vette kezdetét. A Takeda-haderő Tótómiba is, Mikavába is betört, több, a Tokugavákhoz tartozó erődöt elfoglaltak. A támadást a következő évben folytatták, mindkét tartomány a Takedák nyomása alá került, egyértelművé vált, hogy Singen a Tokugava nemzetség elpusztítását tekinti következő feladatának. Iejaszu végül a Hamamacu felé törő ellenséggel nyílt terepen, Mikatagaharánál vette fel a harcot, s pályafutása legnagyobb vereségét szenvedte el, maga is éppen csak vissza tudott vonulni vára védelmébe. A Takedák a következő évben (1573) végső csapást kívántak mérni a Tokugavákra, ám Takeda Singen a hadjárat kezdeti szakaszában váratlanul meghalt, a Takeda-sereg visszavonult.
1574-ben megszületett Iejaszu második fia, a későbbi Hidejaszu. Az év végén a közben a Takedák vezetőjévé, Singen örökösévé lett Takeda Kacujori felújította a Tokugavák elleni hadjáratot, megtámadva és elfoglalva Takatendzsin várát. A támadást a következő évben folytató Kacujori ellen Iejaszu Oda Nobunaga segítségét kérte, s az egyesült Oda-Tokugava haderő júniusban döntő vereséget mért Takeda Kacujorira (nagasinói csata).
Az 1579-es év, bár harmadik fia, a későbbi Tokugava Hidetada születésével kezdődött, szerencsétlenül alakult: elsőszülött fiát, Nobujaszut Oda Nobunaga összeesküvéssel vádolta meg (állítólag Takeda Kacujorival szövetkezett), Iejaszu végül fiának szeppuku (rituális öngyilkosság) végrehajtását parancsolta meg, Nobujaszu anyját, első feleségét pedig kivégeztette. Az események háttere, a szereplők indítékai máig vita tárgyát képezik.
1581-ben Iejaszu ellentámadást indított a Takedák ellen, visszafoglalta Takatendzsin várát, a következő év elején pedig csatlakozott Nobunaga átfogó támadásához Takeda Kacujori ellen, Szuruga felől támadva a Takedák megmaradt területeire - a Takeda nemzetség nem volt képes ellenállni, Kacujori menekülésre kényszerült, majd pedig márciusban végleg bekerítve családjával és utolsó híveivel együtt öngyilkosságot követett el.

## Tojotomi Hidejosi alatt
A győzelem után Nobunaga Szuruga tartományt adta a Tokugaváknak jutalmul, Iejaszut pedig a fővárosba rendelte. Mielőtt azonban odaérhetett volna, Nobunaga ellen merényletet követett el egyik tábornoka, Akecsi Micuhide, meggyilkolva őt és legidősebb fiát is (Honnódzsi-összeesküvés). Micuhide ezt követően hajtóvadászatot indított minden, számára veszélyes főúr, így Iejaszu ellen is, akinek menekülnie kellett, kalandos úton, Iga tartományon keresztül (a legenda szerint Hattori Hanzó és nindzsái segítségével) jutott el a tengerpartra, onnan pedig hajóval vissza a birtokaira. Iejaszu két híres menekülése közül volt ez az első - a másodikat majd a szekigaharai csata előtt lesz kénytelen megtenni.
Nobunaga gyilkosán hamarosan bosszút állt egy másik tábornoka, Hasiba Hidejosi (a későbbi Tojotomi Hidejosi), aki az ezt követő időszakban sorra győzte le riválisait az Oda Nobunaga örökségéért folyó harcban. Tokugava Iejaszu ezalatt nem vett részt az ország központjában dúló küzdelemben, csapatai a volt Takeda-birtokokra, Kai és Sinano tartományokba hatoltak be, politikailag pedig a hátát igyekezett megvédeni, egyik lányát hozzáadva a kantói Hódzsó Udzsimasza fiához, Udzsinaó-hoz. Az országos politikában 1584-ben vállalt újra szerepet, amikor Nobunaga egyik fia, Oda Nobukacu (Nobuo) szembekerült Hidejosival, és szövetséget ajánlott a Tokugaváknak - Iejaszu elfogadta ezt, és Hidejosi ellenfeleként lépett fel. Mindketten háborúra készültek, seregeik végül az Ovari-beli Komakinál találkoztak, ám a több hónapig tartó hadjárat, ami mindössze egyetlen komolyabb összecsapást hozott (nagakutei csata, ezt Iejaszu nyerte meg), végül értelmét vesztette, amikor az év végén Oda Nobukacu kiegyezett Hidejosival. Iejaszu az ügyet veszni látva maga is elfogadta Hidejosi békeajánlatát, legidősebb fiát, Hidajaszut túszként küldte el hozzá.
1585-ben egyik vezető tábornoka, Isikava Kazumasza elhagyta, családjával együtt Ószakába ment, és Hidejosi szolgálatába állt - az eset megrázta a Tokugava-házat, Kazumasza belső emberként pontosan ismerte a Tokugava-hadszervezet minden részletét. Ezt követően Iejaszu teljesen átszervezte a hadseregét, messzemenően felhasználva a volt Takeda-szamurájok szakértelmét és ismereteit, új rendszerének modelljeként Takeda Singen rendszerét követve. A következő évben újra Ószakába látogatott, tiszteletét tenni Japán új ura, az időközben a kanpaku méltóságára emelkedett Tojotomi Hidejosi előtt, akinek féltestvérét, Aszahi-himét feleségül is vette, így is szorosabbra fűzve a két család szövetségét.
1589-ben Tokugava Iejaszu öt tartomány (Mikava, Tótómi, Szuruga, Kai és Sinano) ura, Japán egyik leghatalmasabb daimjója volt már. Birtokai népe számára rendeleteket bocsátott ki, teljes föld-felülvizsgálatot végeztetett.
1590-ben Tojotomi Hidejosi megtámadta és megsemmisítette utolsó ellenfelét, a hatalmának makacsul ellenszegülő kantói Go-Hódzsó családot. Iejaszu, bár rokonság fűzte a Hódzsókhoz (a daimjó, Hódzsó Udzsinao a veje volt), részt vett a támadásban, de a győzelem után sikerült megmentenie Udzsinao életét, akit Hidejosi csak száműzött. A kantói győzelem után Hidejosi megparancsolta Iejaszunak, hogy hagyja el addigi birtokait, és vegye át a Kantó irányítását - az áthelyezés, bár névleg birtokainak a növekedését jelentette, valójában a Tokugavákat veszélyesnek tartó Hidejosi kísérlete volt arra, hogy csökkentse Iejaszu hatalmát. Az áthelyezéssel a Tokugavák elveszítették addigi birtokaikat, ahol már ki tudták építeni saját, jól működő katonai és civil szervezetüket, szoros kapcsolatban álltak a terület népével, azok vezetőivel - mindezt újra kellett kezdeni a Kantóban, ezen a potenciálisan ellenséges vidéken, ami 90 évig állt a Hódzsók ellenőrzése alatt, ráadásul a fővárostól jóval messzebb, ami Hidejosi biztonságérzetét nyilván növelte. Iejaszunak le kellett csitítania tábornokai haragját, akiknek nagy része felháborodásában azonnal háborút akart a Tojotomi-házzal. A Tokugavák végül mintegy egy év alatt lebonyolították az átköltözést, Iejaszu pedig úgy döntött, hogy fővárosául nem a már a Hódzsók által is használt Odavarát választja, hanem egy kis, tengerparti településen, az akkor jószerivel jelentéktelen Edóban épít magának új székhelyet.
Az átköltözéssel járó rengeteg tennivaló, illetve a Hódzsók legyőzésében vállalt szerep is lehetett az oka, hogy amikor Hidejosi 1592-ben hatalmas sereget küldött Korea ellen, Iejaszut nem rendelte a harctérre, így egyrészt kimaradt ebből a komoly anyagi és emberáldozattal járó, kudarccal végződő vállalkozásból, másrészt volt ideje új birtokait megszervezni, kantói helyzetét stabilizálni is. A hadjárat egy része alatt Hidejosi parancsára Kjúsú szigetén, Nagoja várában tartózkodott.

## Szekigahara
Tojotomi Hidejosi 1598-ban meghalt. Halála előtt igyekezett mindent megtenni azért, hogy fia, Tojotomi Hidejori később az örökébe léphessen: két ötfős tanácsot (öt tairó és öt bugjó) hozott létre, tagjaikat úgy válogatva meg, hogy azok közül egy se legyen képes a többiek fölé emelkedni, így a főhatalomra törni. A tairók tanácsának Hidejosi hűséges híve, Maeda Tosiie lett a vezetője, tagjai pedig Tokugava Iejaszu, Móri Terumoto, Ukita Hideie és Kobajakava Takakage voltak. A tanács szerepe Maeda Tosiie 1599-es halálával névlegessé vált, ekkortól (részben Hidejosi akaratának megfelelően) a napi politika irányítása a Fusimiben tartózkodó Iejaszu kezébe került. A tényt, hogy Tokugava Iejaszu ekkor már de facto az ország ura volt, az is mutatja, hogy a daimjók, akik Hidejosi alatt Ószakába látogattak rendszeres tisztelgésre előtte, ettől kezdve Fusimit keresték fel hasonló céllal.
Ezt a helyzetet kívánta megváltoztatni az öt bugjó egyike, Isida Micunari, aki Tokugava-ellenes pártjának megnyerte az ország (főként nyugati felében birtokos) főurainak jelentős részét. Iejaszuval szembeni fellépésük jogi alapját az adta, hogy családtagjait felhasználó házasságpolitikáján keresztül számos szövetséget épített ki vezető daimjókkal, ám az ilyen fajta tevékenységet Hidejosi végakaratában szigorúan megtiltotta. Iejaszu eleinte sikeresen kontrollálta Micunari szervezkedését (egy ízben Micunari még ellenségei elől menekülve Iejaszu oltalmába is kellett, hogy ajánlja magát), ám 1600 tavaszára az ellentétek fokozódtak, a helyzet robbanásközeli állapotba került.
Júniusban hír érkezett, hogy Ueszugi Kagekacu Észak-Japánban felkelést robbantott ki, Iejaszu mozgósításba fogott egy északi hadjárat előkészítésére, amihez Tojotomi Hidejori és Go-Józei császár engedélyét is megkapta. Micunari gyaníthatóan még egy utolsó kísérletet tett rá, hogy Iejaszut meggyilkoltatva megváltoztassa a politikai helyzetet, de Iejaszunak kalandos úton (női ruhában) sikerült Ószakából Fusimin át hazaszöknie.

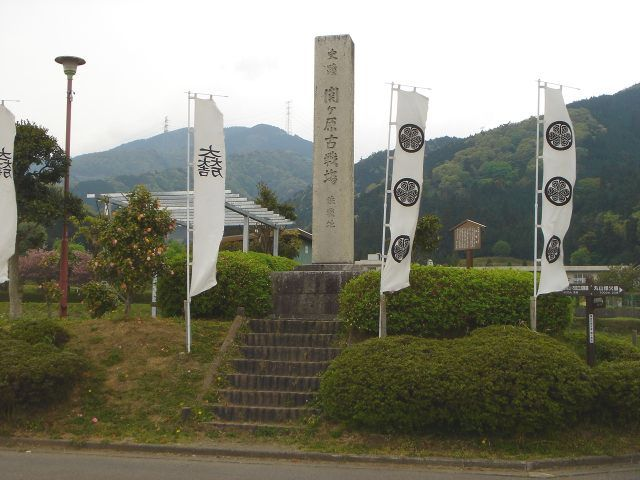
A szekigaharai csata emlékműve

A korabeli japán időszámítás szerint a hatodik hónap 23. napján indította el csapatait Hamamacuból, a hetedik hónap 2. napján érkezett Edóba, ahol a hadjárat elindítását 21-ére tűzte ki - tartja magát a vélemény, hogy szándékosan késlekedett, várva a nyugati párt következő lépését.
Isida Micunari ugyanebben a hónapban bontott zászlót, a nyugati sereg főparancsnokául a Nyugat-Japánban tíz tartományt birtokló Móri Terumotót nyerve meg megtámadta és kétheti ostrom után elfoglalta Fusimi várát, a Tokugavák legnyugatibb helyőrségét. A nyugati had ezután kelet felé, Iejaszu birtokai irányába vonult tovább, s a két sereg a kilencedik hónap 15. napján (nyugati időszámítás szerint október 21-én) a Mino tartományban lévő Szekigaharánál találkozott (szekigaharai csata).
Ebben az ütközetben becslések szerint legalább 160 ezer ember csapott össze. Szekigaharánál aratott győzelmével, pontot téve a több mint százéves szengoku dzsidai („hadakozó fejedelemségek kora”) néven ismert periódus végére, gyakorlatilag átvette az ország feletti uralmat.

## A Tokugava-bakufu kezdeti évei
A győztes csatát követően Iejaszu a legyőzöttek birtokait kedve szerint használva gyökeresen átalakította Japán birtokosi rendszerét: 6,6 millió koku értékű földet kobzott el volt ellenfeleitől (80 daimjó veszített el mindent) és 6,4 millió kokut osztott ki, saját birtokait 2,5 millió kokuról 4 millióra növelte.
A csata után egy ideig Fusimiben tartózkodott, majd Ószakába helyezte át székhelyét - a Tojotomi nemzetség felé tett gesztusként értékelhető, hogy Tojotomi Hidejorit, édesanyját (Jodo-dono) és udvartartásukat nem költöztette ki a vár központi épületéből (honmaru), maga a nyugati szárnyat (nisinomaru) foglalta el. A Tojotomik helyzete rendkívül kényes volt a csata után, korabeli forrásokból kiderül, hogy a közvélemény biztos volt benne, Iejaszu elpusztítja a családot, így biztosítva saját teljhatalmát. Tábornokai (főként Ii Naomasza és Honda Tadakacu) is erre próbálták rávenni, de Iejaszu azt hangoztatva, hogy egy gyermek (Hidejori mindössze 7 éves volt) és egy asszony nem felelős azért, ami történt, megvédte őket. A Tojotomi nemzetség 650 000 koku birtokot tarthatott meg három tartományban (Szeccsú, Kavacsi és Izumi), de a Hidejosi által felügyelt egyéb területeket elvette tőlük.
1601 elejére a birtokrendezés befejeződött, ekkor Iejaszu Ószakát átadva a Tojotomiknak Fusimibe ment - ekkor készíttette el családfáját, ami elengedhetetlen volt ahhoz, hogy a sógun méltóságára pályázhasson. Az utolsó megoldandó probléma a kjúsúi Simazu volt: Simazu Josihiro Szekigaharánál a Tokugavák ellen harcolt, kalandos menekülése a csatatérről azóta is a leghíresebb haditettek egyikének számít. Josihiro birtokaira visszatérve megerősítette határait, mozgósította fegyveres erejét, egyértelműen háborúra készült. Iejaszu ezt hallva a Simazu-ház megsemmisítésére adott parancsot a környékbeli, hozzá hű daimjóknak, a Kató, Nabesima és Tacsibana házak hadereje (mintegy 40 000 katona) fel is vonult a Simazu-birtok határaira, velük szemben Josihiro tízezer embere állt. A két sereg több, mint egy hónapig nézett farkasszemet egymással, amikor is Iejaszu, nyilván attól tartva, hogy az elhúzódó katonai cselekmények más daimjókat is lázadásra buzdítanak, visszahívta hadait, és egyezséget ajánlott a Simazuknak. A Simazuk így megtarthatták minden birtokukat (Szacuma és Ószumi tartományok, illetve Hjúga két járása), cserébe Josihirónak le kellett mondania a ház vezetéséről. A tárgyalások 1602-re értek véget, s az ország békéjének helyreállását Iejaszu 1603 elején jelentette Go-Jódzei császárnak, aki válaszában méltatta Iejaszu érdemeit a "világ lecsendesítésében", és felajánlotta neki a szeii taisógun címet. A sógunná avatás szertartására (sógun szenge 将軍宣下) a második hónap 25. napján került sor, amikor is Iejaszu bőkezű adományokkal kedveskedett a császári családnak és az udvar tagjainak.
1602-ben a daimjók segítségét és anyagi erejét igénybe véve megépíttette a kiotói Nidzsó-palotát, ami ettől kezdve a sógun kiotói rezidenciájaként szolgált. Az újjáépítések a következő évben folytatódtak, 65 daimjó részvételével Edo városát építették újjá 1603-ban, a város területén álló Kanda-dombot elbontották, a kitermelt földdel a tengerparti mocsaras részeket töltötték fel. 1604-ben a munkák az edói vár újjáépítésével folytatódtak, ami két éven át tartott.
1604-ben megszületett Iejaszu fiának és örökösének, Tokugava Hidetadának a második fia (elsőszülöttje korán meghalt), Tokugava Iemicu, a későbbi harmadik Tokugava-sógun. 1605-ben a sóguni címet fiának, Hidetadának adta át, az esemény alaposan megrázta a hatalom visszaszerzésében még mindig reménykedő Tojotomi-házat. Iejaszu 1607-ben, újjáépítése befejeztével Szunpu várába vonult vissza, ahol gyerekkorát túszként töltötte, de továbbra is teljes ellenőrzést gyakorolt a politika fölött.
A Tojotomi-házzal való viszony közben fokozatosan romlott: már Hidetada sóguni beiktatásakor is konfliktus alakult ki a Tojotomik és a bakufu között, amikor Hidejori anyja visszautasította Iejaszu meghívását az ünnepségre, majd a szunpui építkezéshez való hozzájárulást is megtagadva fokozták Iejaszu haragját. Az utolsó csepp a pohárban az volt, amikor 1610-ben Tojotomi Hidejori és anyja levelet küldött Maeda Tosinagának, figyelmeztetve őt arra a sok kegyre, amelyben a néhai taikó (Tojotomi Hidejosi) részesítette őt, s a segítségét kérték a "továbbiakban". Tosinaga, aki Iejaszutól hatalmas birtokot kapott (több, mint egymillió kokuval Maeda volt Tokugava után a leggazdagabb daimjó), igen megrémült, s a levelet rögtön továbbította Iejaszunak, akinek a haragja nem ismert határokat. A következő évben, 1611-ben, amikor Go-Józei császár lemondott a trónról Go-Mizunoo javára, nagy ünnepségsorozatot rendeztek Kiotóban - a Tokugavák jelezték a Tojotomiknak, hogy megjelenésüket elvárják, s Iejaszu ez alkalommal találkozni kíván Tojotomi Hidejorival. A Tojotomi-sarj, miután baráti daimjók figyelmeztették, hogy Iejaszu ezúttal nagyon komolyan gondolja, s még háborúra is hajlandó a kérés megtagadása esetén, végül beadta a derekát, s a találkozóra tavasszal sor került (Nidzsó-palotabeli találkozó, Nidzsó kaiken 二条会見).

## Ószaka ostroma, Iejaszu halála

Ószaka ostroma

A találkozó után a két ház viszonya nyugodtabbá vált, s a bakufu figyelmét is elvonták más feladatok: 1612-ben a kereszténység került betiltásra, ugyanebben az évben történik az Okamoto Daihacsi-incidens, a következő évben Ókubo Nagajaszu halála és az azt követő botrány borzolta a kedélyeket. 1614 nyarán robbant ki a Hókódzsi templom harangjának Iejaszut sértő vésete miatt a Hókódzsi-harang incidens, s a felbőszült Tokugavák mozgósították haderejüket, kezdetét vette Ószaka téli ostroma. A hadjárat a következő év, 1615 elején fegyverszünettel ért véget, ám már áprilisban újra kirobbant a háború: Ószaka nyári ostroma a Tojotomik teljes pusztulását hozta el, Tojotomi Hidejori, anyja, Jodo-dono és követőik maroknyi csoportja öngyilkosságot követett el, a Tokugavák hatalmát többé semmi és senki nem veszélyeztette.
A Tojotomik bukását követően a Tokugava-sógunátus sorra adta ki rendeleteit, amelyekben a kialakuló új államrendet szabályozták: az "egy tartomány, egy vár" rendeletet követte a daimjókra vonatkozó Buke-sohatto, majd a buddhista intézményeket megregulázó törvény, s a császári ház és az arisztokrácia helyzetét szabályozó Kincsú narabini kuge sohatto („Törvények a császári udvar és az udvari nemesség számára”).
Iejaszu a következő év, 1616 elején solymászat közben rosszul lett, vissza kellett hogy vigyék kastélyába, ettől kezdve állapota nem javult, utolsó hónapjai alatt sorban magához szólította a jelentősebb daimjókat, saját bizalmasait egy utolsó beszélgetésre, s a negyedik hónap 17. napján (nyugati időszámítás szerint június 1-jén) meghalt.

### Magyar nyelven
- Reischauer, Edwin O.: Japán története, Budapest: Magyar Könyvklub, 1995.
- M. Collcutt, M. Jansen, I. Kumakura: A japán világ atlasza, Budapest: Helikon - Magyar Könyvklub, 1997.
- Jamadzsi Maszanori: Japán: történelem és hagyományok, Budapest: Gondolat, 1989.
- Totman, Conrad: Japán története, Budapest: Osiris, 2006.

### Idegen nyelven
- Sadler, A. L.: The Maker of Modern Japan: The Life of Shogun Tokugawa Ieyasu, Tokyo: Charles E. Tuttle, 1984.
- Sansom, George: A History of Japan, vol. 2., Tokyo: Charles E. Tuttle, 1974.
- Kitadzsima Maszamoto: Tokugava Iejaszu Tokió: Csúókóronsa, 1978.
- Szaszamoto Sódzsi: Takeda Singen – denszecuteki eijúzó kara no dakkjo Tokió: Csúókóronsa, 1997.
- Mikami Szandzsi: Edo-dzsidai si vol. 1-2., Tokió: Kódansa, 1977.